# 19484 Ванессаспіні
19484 Ванессаспіні (19484 Vanessaspini) — астероїд головного поясу, відкритий 23 квітня 1998 року.
Тіссеранів параметр щодо Юпітера — 3,566.